# Candedo (Murça)
Candedo es una freguesia portuguesa del concelho de Murça, con 28,89 km² de superficie y 1.126 habitantes (2001). Su densidad de población es de 39,0 hab/km².